# Felipe Andrade
Felipe de Andrade Vieira (Boa Viagem, 29 maggio 2002) è un calciatore brasiliano, difensore dell'Houston Dynamo in prestito dal Fluminense.

## Carriera
Felipe Andrade è entrato a far parte del settore giovanile del Fluminense nel 2017 dopo aver ben impressionato in un provino nella sua città natale. Il 22 luglio 2021 ha rinnovato il proprio contratto fino al 2024.
Il 21 giugno 2023 ha debuttato in prima squadra sostituendo Guga nel secondo tempo dell'incontro di Série A pareggiato 1-1 contro l'Atlético Mineiro. Il 19 luglio ha prolungato il suo contratto fino al 2025.

## Statistiche

### Presenze e reti nei club
Statistiche aggiornate al 28 agosto 2023.
| Stagione          | Squadra           | Campionato        | Campionato | Campionato | Coppe nazionali | Coppe nazionali | Coppe nazionali | Coppe continentali | Coppe continentali | Coppe continentali | Altre coppe | Altre coppe | Altre coppe | Totale | Totale | Totale |
| Stagione          | Squadra           | Comp              | Pres       | Reti       | Comp            | Pres            | Reti            | Comp               | Pres               | Reti               | Comp        | Pres        | Reti        | Pres   | Reti   |        |
| ----------------- | ----------------- | ----------------- | ---------- | ---------- | --------------- | --------------- | --------------- | ------------------ | ------------------ | ------------------ | ----------- | ----------- | ----------- | ------ | ------ | ------ |
| 2023              | Fluminense        | A/RJ+A            | 0+7        | 0          | CB              | 0               | 0               | CL                 | 1                  | 0                  | Cmc         | -           | -           | 8      | 0      |        |
| 2024              | Fluminense        | A/RJ+A            | 7+6        | 0          | CB              | 2               | 0               | CL                 | 2                  | 0                  | RS          | -           | -           | 17     | 0      |        |
| gen.-feb. 2025    | Fluminense        | A/RJ+A            | 2+0        | 0          | -               | -               | -               | -                  | -                  | -                  | -           | -           | -           | 2      | 0      |        |
| Totale Fluminense | Totale Fluminense | Totale Fluminense | 9+13       | 0          |                 | 2               | 0               |                    | 3                  | 0                  |             | -           | -           | 27     | 0      |        |
| 2025              | Houston Dynamo 2  | MNP               | 6          | 0          | -               | -               | -               | -                  | -                  | -                  | -           | -           | -           | 6      | 0      |        |
| 2025              | Houston Dynamo    | MLS               | 9          | 3          | USOC            | 2               | 1               | -                  | -                  | -                  | -           | -           | -           | 11     | 4      |        |
| Totale carriera   | Totale carriera   | Totale carriera   | 37         | 3          |                 | 4               | 1               |                    | 3                  | 0                  |             | -           | -           | 44     | 4      |        |

## Palmarès

### Club

#### Competizioni internazionali
- Coppa Libertadores: 1

Fluminense: 2023